# Канарцы
Канарцы (исп. canarios), — романский народ и этническая группа. Они проживают на Канарских островах, автономном сообществе Испании недалеко от побережья северо-западной Африки, и происходят от смеси испанских поселенцев и коренных народов гуанчей.  Генетика показывает, что современные канарцы в среднем представляют собой население преимущественно европейского происхождения с некоторой примесью северо-западных африканцев. Местный вариант испанского языка, на котором говорят в регионе, известен как habla canaria (канарская речь) или (dialecto) canario (канарский диалект). Канарцы и их потомки сыграли важную роль во время завоеваний, колонизации и, в конечном итоге, борьбе за независимость различных стран Латинской Америки. Их этническое и культурное присутствие наиболее ощутимо в Уругвае, Венесуэле, на Кубе, в Доминиканской Республике, в Соединенных Штатах и в Пуэрто-Рико.

## История
Коренные жители Канарских островов широко известны как гуанчи (хотя этот термин в строгом смысле относится только к коренным жителям Тенерифе). Считается, что они были либо берберами по происхождению, либо родственной им группой.
Острова были завоеваны кастильцами (в основном андалузцами) в начале XV века. В 1402 году они начали подчинять и подавлять коренное население гуанчей. Гуанчи были порабощены и постепенно поглощены испанскими колонизаторами. В результате современные канарцы представляют собой смесь в основном европейцев и североафриканцев с небольшими примесями жителей к югу от Сахары. Тем не менее, есть различия в их популяции в зависимости от человека.
После последующего заселения испанцами и другими европейскими народами, в основном португальцами, оставшиеся гуанчи были постепенно растворены поселенцами, и их культура в значительной степени исчезла. Алонсо Фернандес де Луго, завоеватель Тенерифе и Ла-Пальмы, наблюдал за обширной иммиграцией на эти острова в течение короткого периода с конца 1490-х до 1520-х годов из континентальной Европы, в основном из Испании и Португалии, среди иммигрантов были галисийцы, кастильцы, каталонцы, баски и португальцы. В ходе последующих судебных расследований Фернандес де Луго был обвинен в содействии генуэзским и португальским иммигрантам над кастильцами.

## Происхождение
Коренные жители Канарских островов имеют генофонд, в котором преобладают европейцы и коренные гуанчи. Генетические маркеры гуанчей также были недавно обнаружены в Пуэрто-Рико и, с низкой частотой, на полуостровной Испании после более поздней эмиграции с Канарских островов.

### Генетика населения
Наиболее частой гаплогруппой мтДНК на Канарских островах является H (37,6%), за ней следуют U6 (14,0%), T (12,7%), U (кроме U6) (10,3%) и J (7,0%). Только две гаплогруппы, H и U6, составляют более 50% людей. Имеются также значительные частоты гаплогрупп L, из Чёрной Африки (6,6%), что соответствует историческим записям о введении рабского труда к югу от Сахары на Канарских островах. Однако некоторые линии к югу от Сахары также встречаются в популяциях Северной Африки, и в результате некоторые из этих линий L могли быть завезены на острова из Северной Африки.   Исследование ДНК, извлеченной из останков аборигенов, проведенное в 2009 году, показало, что 7% линий были гаплогруппой L, оставляя открытой возможность того, что эти линии L были частью первоначального населения Канарских островов.
В сентябре 2003 г. в Европейском журнале генетики человека было опубликовано сравнительное исследование мтДНК аборигенов (собранной на археологических раскопках Канарских островов) и мтДНК нынешних канарцев, в котором был сделан вывод о том, что «несмотря на непрерывные изменения, от которых страдало население (испанская колонизация, работорговля), [прямые материнские] линии мтДНК аборигенов составляют значительную долю [42-73%] современного канарского генофонда». Согласно этому исследованию, оба процента получены с использованием разных методов оценки; однако, согласно самому исследованию, процент, который мог бы быть более надежным, составляет 73%.
Хотя наиболее вероятными предками канарских аборигенов являются берберы, из этого следует, что важные человеческие движения, такие как арабо-исламское завоевание берберов, преобразовали Северо-Западную Африку после миграционной волны в сторону Канарских островов, и «результаты подтверждают, что предположение о том, что с конца XVI века по крайней мере две трети канарского населения имеют коренной субстрат, как это ранее выводилось из исторических и антропологических данных». Субклад U6b1 гаплогруппы U мтДНК является специфически канарским и чаще всего встречается в останках, найденных в погребальных археологических раскопках на Канарских островах.
Y-ДНК или Y-хромосомные (прямые отцовские) линии в этом исследовании не анализировались, однако более раннее исследование, показывающее вклад аборигенной у-ДНК в 6%, было процитировано Maca-Meyer et al., но результаты были раскритикованы как возможно ошибочные из-за широко распространенной филогеографии у-ДНК гаплогруппы E1b1b1b, которая может исказить определение аборигенности по сравнению с колониальностью современных линий у-ДНК на Канарских островах. Несмотря на это, Maca-Meyer et al. заявляют, что исторические данные действительно подтверждают объяснение «сильной половой асимметрии ... в результате сильного предубеждения в пользу спаривания между европейскими мужчинами и женщинами-аборигенами, а также значительной смертности мужчин-аборигенов во время завоевания». Таким образом, генетика предполагает, что число местных мужчин резко сократилось из-за войны, большое количество европейских мужчин остались на островах и женились на местных женщинах, канарцы приняли кастильские имена, язык и религию, и, таким образом, канарцы были испанизированы.
Действительно, согласно недавнему исследованию Fregel et al. 2009 г., несмотря на географическую близость между Канарскими островами и Марокко, генетически мужчины Канарских островов в основном европейского происхождения. Почти 67% гаплогрупп, полученных в результате, являются евро-евразийскими (R1a (2,76%), R1b (50,62%), J (14%), I (9,66%) и G (3,99%)). Неудивительно, что кастильское завоевание принесло генетическую основу нынешнему мужскому населению Канарских островов. Тем не менее, вторым по важности происхождением гаплогрупп является Северная Африка. E1b1b (14%, в том числе 8,30% типичной берберской гаплогруппы E-M81), E1b1a и E1a (1,50%), и T (3%) гаплогруппы присутствуют в размере 33%.  Согласно тому же исследованию, наличие автохтонных североафриканских линий E-M81, а также других относительно распространенных маркеров (E-M78 и J-M267) из того же региона в коренной популяции гуанчей «сильно указывает на эту область [Северную Африку] как на наиболее вероятное происхождение предков гуанчей». В этом исследовании Fregel et al. подсчитали, что, основываясь на частотах гаплогрупп Y-хромосомы и мтДНК, относительный вклад женщин и мужчин коренных гуанчей в современное население Канарских островов составил соответственно 41,8% и 16,1%.

### Митохондриальная ДНК
Что касается митохондриальной ДНК, то материнские линии жителей Канарских островов характеризуются преобладанием европейского происхождения на всех островах, кроме Гомеры, где линия северо-западной Африки сильнее.
| мтДНК островная или северо-западно африканская | N   | %U6     | %L      | Общий   | Исследование |
| Гомера                                         | 46  | 50.01 % | 10.86 % | 60.87 % | Fregel 2009  |
| Йерро                                          | 32  | 21.88 % | 12.49 % | 34.37 % | Fregel 2009  |
| Лансароте                                      | 49  | 20.40 % | 8.16 %  | 28.56 % | Fregel 2009  |
| Гран-Канария                                   | 80  | 11.25 % | 10 %    | 21.25 % | Fregel 2009  |
| Тенерифе                                       | 174 | 12.09 % | 7.45 %  | 19.54 % | Fregel 2009  |
| Пальма                                         | 68  | 17.65 % | 1.47 %  | 19.12 % | Fregel 2009  |
| Фуэртевентура                                  | 42  | 16.66 % | 2.38 %  | 19.04 % | Fregel 2009  |

Исследование 2002 года, анализирующее митохондриальную ДНК из зубов канарского населения XVIII века, показало, что жители Канарских островов  имели немного больше североафриканского происхождения, чем европейского, с небольшими корнями к югу от Сахары, которые автор связывает с торговлей черными рабами.
| мтДНК             | Североафриканская | Европейская | Субсахарская |
| ----------------- | ----------------- | ----------- | ------------ |
| Канарские острова | 57%               | 43%         | 0            |
| Канарские острова | 50'2%             | 43'2%       | 6'6%         |
| Гран-Канария      | 55%               | 45%         | 0            |

#### Аутосомная ДНК
Аутосомное исследование, проведенное в 2011 году, показало, что среднее влияние Северо-Западной Африки у жителей Канарских островов составляет около 17% с широкими индивидуальными вариациями от 0% до 96%. По мнению авторов, существенная северо-западное африканское происхождение, обнаруженное у жителей Канарских островов, подтверждает, что, несмотря на агрессивное завоевание Кастилией в XV веке и последующую иммиграцию, генетические следы первых поселенцев Канарских островов сохраняются у нынешних жителей. Параллельно с результатами мтДНК, наибольший средний вклад Северо-Западной Африки был обнаружен для образцов с Гомеры.
| Остров            | N   | Средний процент происхождения из Северо-Западной Африки |
| Гомера            | 7   | 42.50 %                                                 |
| Фуэртевентура     | 10  | 21.60 %                                                 |
| Пальма            | 7   | 21.00 %                                                 |
| Йерро             | 7   | 19.80 %                                                 |
| Лансароте         | 13  | 16.40 %                                                 |
| Тенерифе          | 30  | 14.30 %                                                 |
| Гран-Канария      | 30  | 12.40 %                                                 |
| Канарские острова | 104 | 17.40 %                                                 |

### Ядерная ДНК

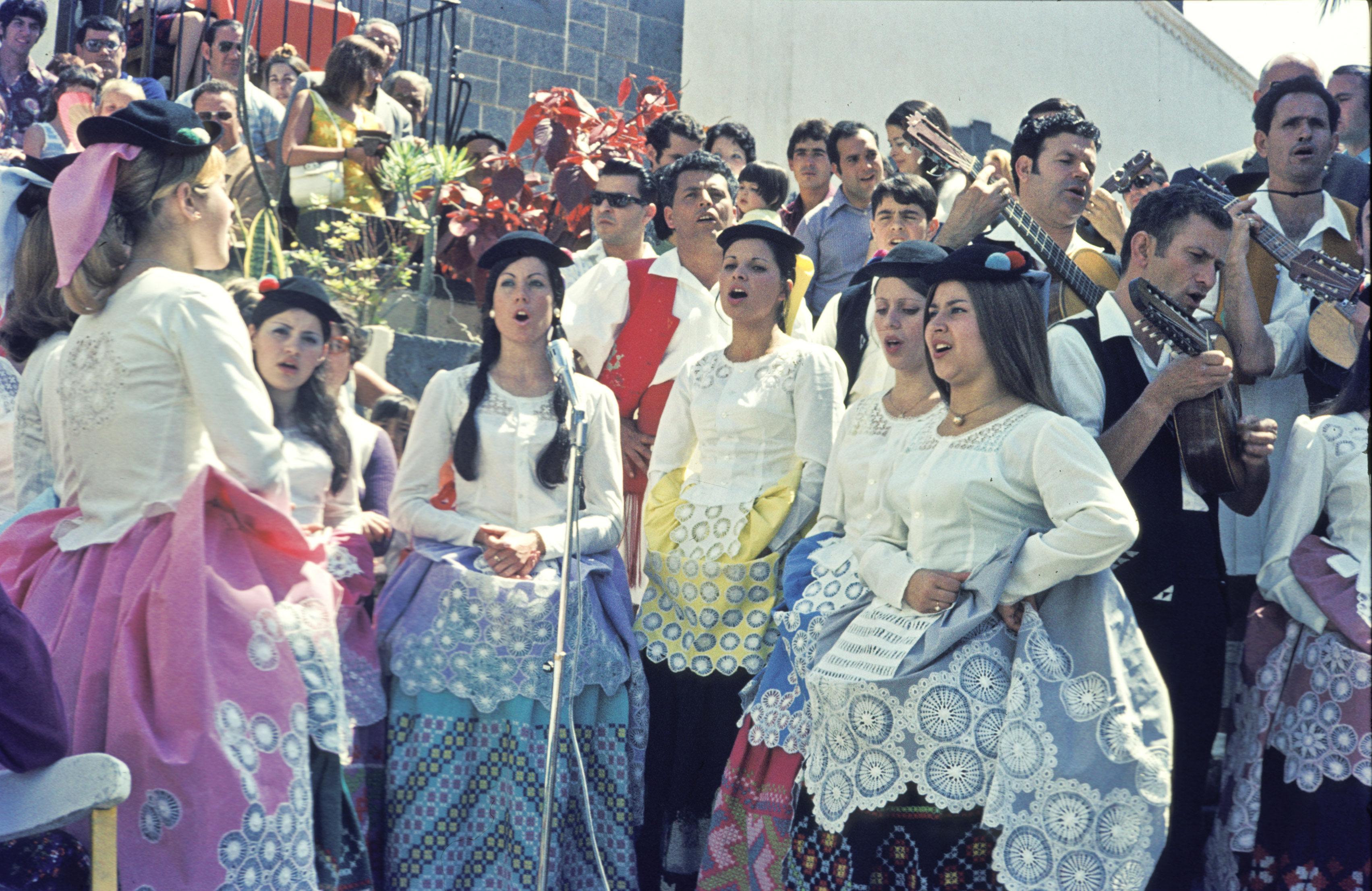
Молодёжь поёт на Гран-Канарии в 1972 году.

Первые полногеномные данные доиспанских жителей, охватывающие VII-XI века, показывают, что аборигены были генетически схожи и имеют самое высокое генетическое родство с современными жителями Северо-Западной Африки, что подтверждает гипотезу о едином происхождении берберов. Они также подсчитали, что аборигены внесли 16—31% аутосомного происхождения в современных жителей Канарских островов.
Были также получены генетические результаты, определяющие фенотип одного из людей, которые показали, что этот человек, вероятно, страдал непереносимостью лактозы и имел карие глаза, темные волосы и цвет кожи от светлого до среднего. Эти результаты аналогичны для других лиц, по которым доступна информация, хотя и с меньшим охватом, что позволяет предположить, что, по крайней мере, для этой выборки аборигенов доминирующим фенотипом была непереносимость лактозы, темные волосы, светлый или средний цвет кожи и карие глаза.
Другое недавнее исследование, в котором приняли участие 400 взрослых мужчин и женщин со всех островов, кроме Грасьосы, и которое стремилось определить взаимосвязь между генетическим разнообразием Канарских островов и наиболее частыми сложными патологиями на архипелаге, выявило, что ДНК Канарских островов представляет собой особую генетику, являющуюся результатом таких факторов, как географическая изоляция островов, адаптация их жителей к окружающей среде и историческая смесь доиспанского населения архипелага (из Северной Африки) с европейцами и людьми из Субсахарской Африки. В частности, подсчитано, что канарское население на аутосомном уровне составляет 75% европейское, 22% североафриканское и 3% субсахарское.
Среднее значение аутосомной ДНК Северной и Субсахарской Африки по островам, соответственно, собрано ниже.
|               | Североафриканское | Североафриканское | Североафриканское | Субсахарское | Субсахарское | Субсахарское |
| ------------- | ----------------- | ----------------- | ----------------- | ------------ | ------------ | ------------ |
|               | Минимальное       | Среднее           | Максимальное      | Минимальное  | Среднее      | Максимальное |
| Фуэртевентура | 0.218             | 0.255             | 0.296             | 0.011        | 0.027        | 0.046        |
| Лансароте     | 0.214             | 0.254             | 0.296             | 0.014        | 0.032        | 0.057        |
| Гран-Канария  | 0.155             | 0.200             | 0.264             | 0.005        | 0.032        | 0.082        |
| Тенерифе      | 0.149             | 0.208             | 0.255             | 0.002        | 0.015        | 0.057        |
| Гомера        | 0.160             | 0.221             | 0.289             | 0.013        | 0.048        | 0.092        |
| Пальма        | 0.170             | 0.200             | 0.245             | 0.000        | 0.013        | 0.032        |
| Йерро         | 0.192             | 0.246             | 0.299             | 0.005        | 0.020        | 0.032        |

Источник: Genomic Ancestry Proportions (from ADMIXTURE, K-4) in Canary Islanders (Guillen-Guio et al. 2018)

## Канарская диаспора (Исленьо)

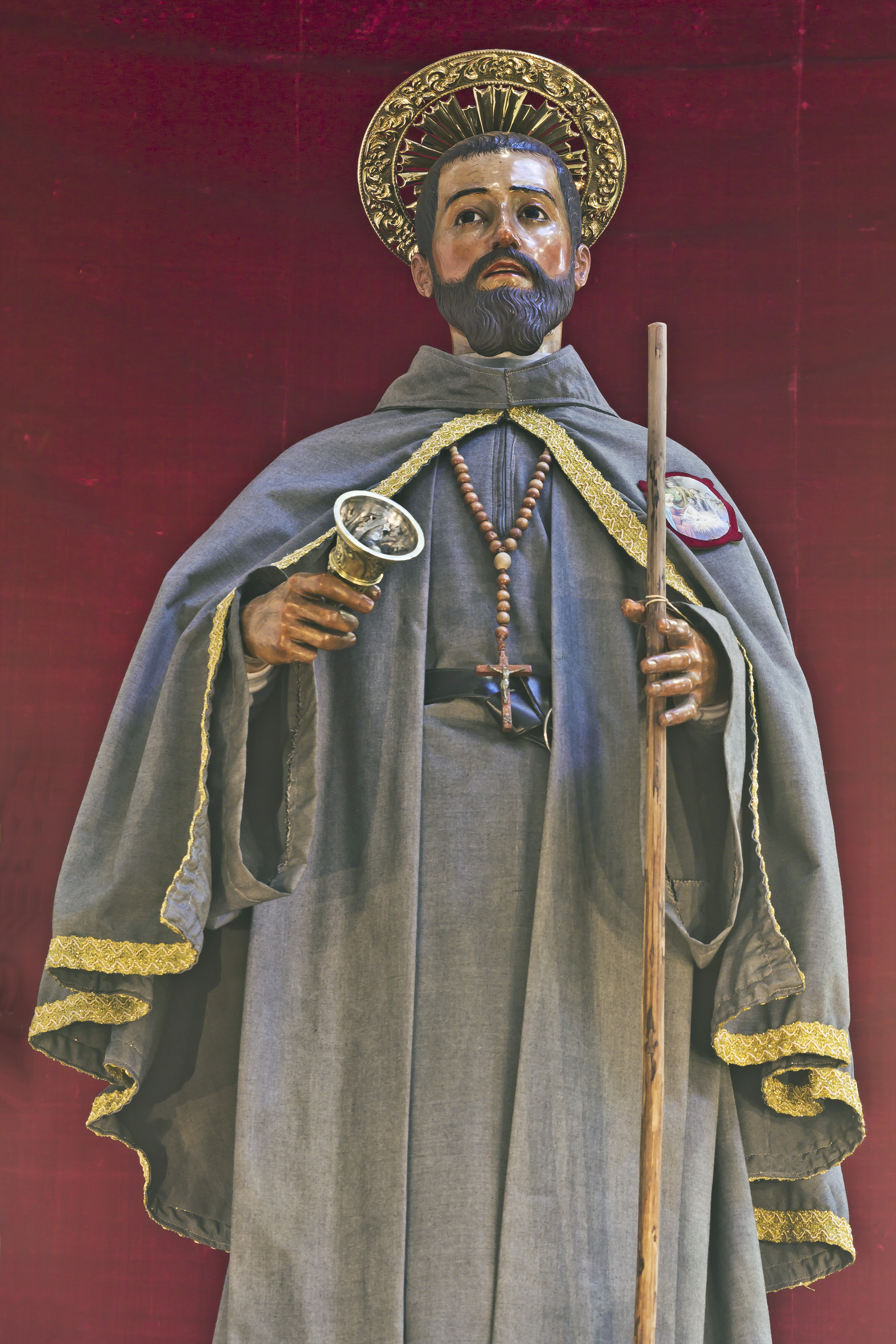
Сан Педро де Сан Хосе Бетанкур, миссионер в Гватемала, он первый святой канарского происхождения, признанный Католическая церковь. Точно так же он является одной из наиболее значимых фигур такого происхождения, эмигрировавших в Америку.

Исторически Канарские острова служили мостом между Испанией и Америкой. Большие группы канарцев эмигрировали и расселились с XV века по всему Новому Свету, главным образом на Кубе, в Пуэрто-Рико, Венесуэле, Панаме, Доминиканской Республике и Уругвае. Таким образом, канарцы стали основателями таких городов, как Матансас, Баямон, Маягуэс, Сабана-де-ла-Мар, Сан-Фернандо-де-Монте-Кристи, Бани, Монтевидео, Сан-Антонио.
В Латинской Америке, по крайней мере, в странах с большим числом канарцев, термин исленьо до сих пор используется, чтобы отличить их от потомков из материковой Испании. В XVIII веке утверждалось, что в Америке проживает гораздо больше канарцев, чем на самих островах. Америка была основным пунктом назначения большинства канарских иммигрантов, начиная с первого путешествия Колумба в 1492 году и до XX века, когда она была объединена, хотя и в меньшей степени, с другими испанскими колониями в Африке (Ифни, Западная Сахара и Экваториальная Гвинея), в течение первой половины XX века, и Европой, с 1970-х гг. несмотря на новые очаги, Америка по-прежнему оставалась основным направлением канарской эмиграции, пока не прекратится до начала 1980-х годов.
Культура Кубы, Пуэрто-Рико, Венесуэлы, Колумбии, Панамы, Доминиканской Республики и Уругвая частично происходит от канарской культуры, например, акценты этих первых шести стран.
Хотя большинство канарцев, эмигрировавших в Америку с XVI по XX века, хорошо смешались с оставшимся населением, все же есть некоторые общины, сохраняющие культуру своих предков в некоторых районах континента, например, в Луизиане, Сан-Антонио в Техасе, Атильо (Пуэрто-Рико), Сан-Карлос-де-Тенерифе (в Санто-Доминго) и в Сан-Борондоне в Перу.

### Исленьо в США
Термин isleño estadounidense применяется к группе народов юга Соединенных Штатов, которые происходят от канарских поселенцев, поселившихся там в XVIII веке и сохраняющих, по крайней мере частично, культуру своих предков. Хотя в просторечии этот термин также может использоваться для обозначения любого человека с Канарских островов, имеющего гражданство США, и их потомков в Соединенных Штатах.
Чтобы заселить эту часть империи, испанская корона посылает несколько групп канарцев. Так, между 1731 и 1783 годами несколько канарских общин обосновались в Сан-Антонио, Флориде и Луизиане. Исленьо смогли сохранить свою культуру в Сан-Антонио и Луизиане, по крайней мере, до недавнего времени, но не во Флориде, откуда большинство канарских поселенцев иммигрировали на Кубу, когда Флорида была отдана Соединенному Королевству в 1763 году, а также когда после возвращения Испанией она была передана Соединенным Штатам в 1819 году.
Некоторые люди, составляющие американские общины исленьо, до сих пор говорят на испанском языке своих предков, хотя их количество уже было незначительным в 2012 году. Например, члены общины прихода Сент-Бернар, которые, будучи географически изолированными, сохранили свою культуру и свой диалект до конца XX века.

#### Исленьо в Луизиане

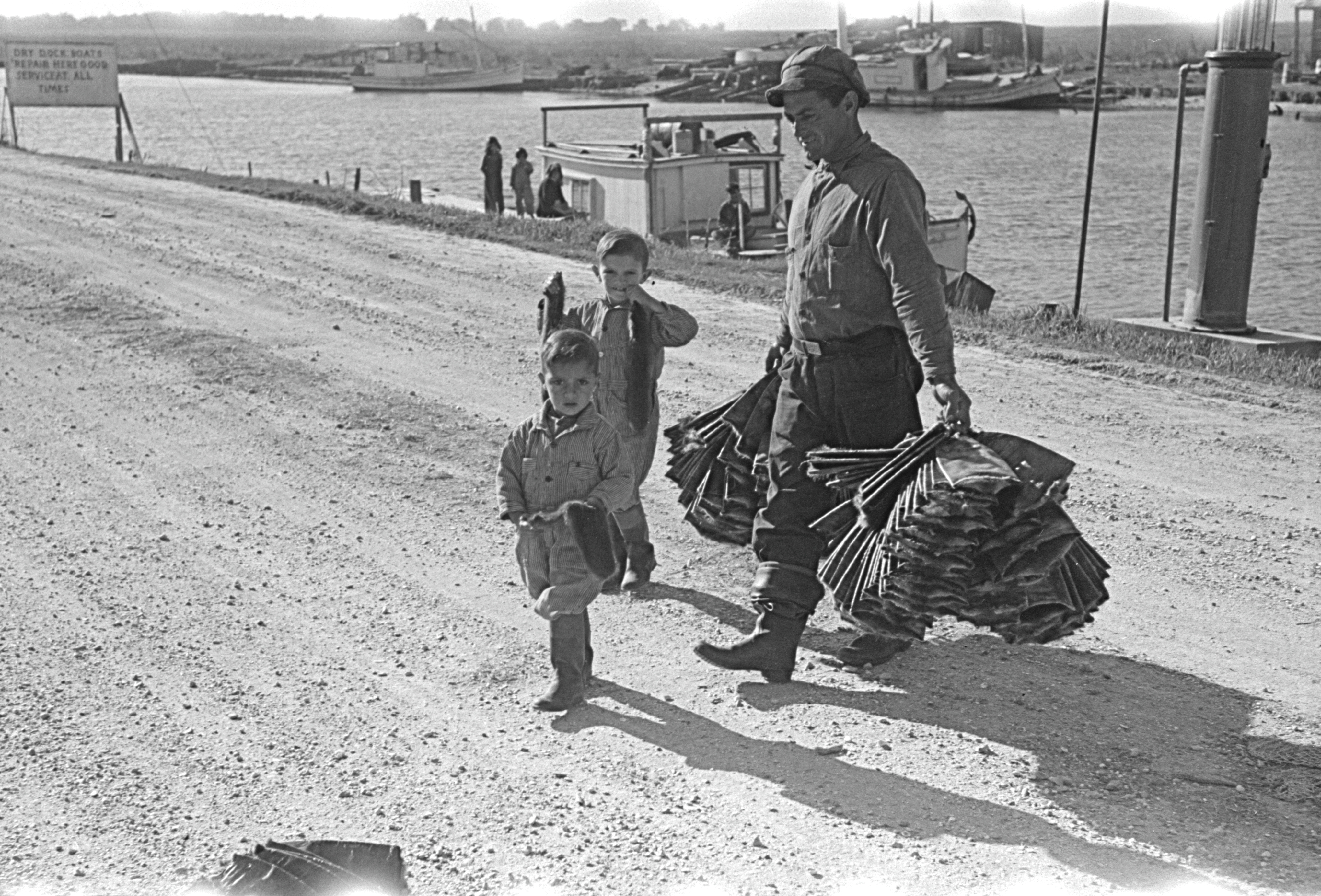
Житель острова Луизиана несет шкуры ондатры по пути на аукцион Управления безопасности ферм (FSA) в Делакруа-Айленд, в штате Луизиана, 1941 год.

Когда говорят об исленьо в Соединенных Штатах, обычно имеют в виду потомков тех канарцев, которые поселились в Луизиане.
Исленьо почти не говорят на канарском диалекте. В недавнем прошлом определенное упорство этих сообществ в сохранении своей культуры во враждебной среде Соединенных Штатов (где дети, уличенные в использовании своей речи в школах, подвергались наказанию) привело к тому, что некоторые историки и антропологи, такие как Хосе Мануэль Бальбуэна Кастельяно, считают эти общины национальным достоянием как в Соединенных Штатах, так и на Канарских островах. С появлением и утверждением прав человека с шестидесятых годов до канарской общины Сент-Бернар ей было разрешено выставлять напоказ свое культурное наследие (открытие небольшого музея, запись песен и стихов) в мероприятиях, посвященных разнообразию этнокультурного наследия Америки. Тем не менее, их потомки гордятся своим наследием и устраивают ежегодные вечеринки в Луизиане, чтобы прославить свою культуру. В приходе Сент-Бернар есть музей наследия исленьо, а также церковь и кладбище. Исленьо доминировали в рыболовстве и сельском хозяйстве, особенно в производстве сахарного тростника.

##### Сент-Бернар (Terre aux Boeufs)
Традиционные общины исленьо в приходе Сент-Бернар включают:
- Делакруа-Айленд
- Вуд-Лейк
- Реджо (Бенчеке)
- Исклоски
- Шелл-Бич
- Хоупдейл
- Пойдрас
- Вайолет

##### Баратария
После прибытия канарских поселенцев в Баратарию, расположенную по другую сторону Миссисипи, два урагана, в 1779 и 1780 годах, опустошили этот район, поэтому он был заброшен, а его население перераспределено в другие районы Луизианы и на запад Флориды.

##### Валенсуэла
Традиционные общины исленьо в Валенсуэле (Луизиана) включают:
- Дональдсонвилл
- Платтенвилл
- Белль-Альянс
- Пало-Альто
- Лабадивилл
- Наполеонвилл
- Пенкуртвилл
- Макколл

##### Гальвестаун
Традиционные общины исленьо в Гальвесе включают:
- Гальвес
- Спениш-Таун, Батон-Руж
- Сент-Габриэль

#### Исленьо в Сан-Антонио

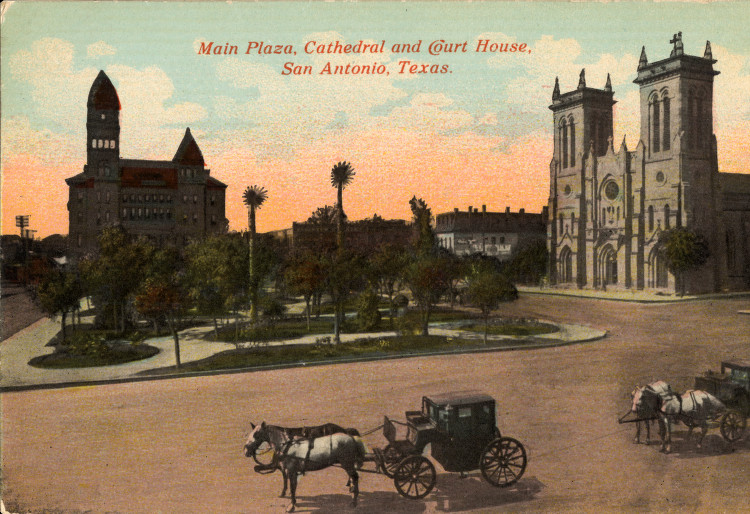
Главная площадь, Сан-Антонио

14 февраля 1719 года маркиз Сан-Мигель-де-Агуайо направил королю Испании доклад с предложением перевести 400 семей с Канарских островов, Галисии или Гаваны для заселения провинции Техас. Его план был одобрен монархом, и было решено, что 200 канарских семей будут отправлены через Гавану и Веракрус. В июне 1730 года, до того, как из Испании поступил приказ остановить переброску, 25 канарских семей уже прибыли в Гавану, а десять были отправлены в Веракрус. Большинство из них прибыло из Лансароте, Тенерифе и Гран-Канарии. Под руководством Хуана Леала Гораса, группа двинулась по суше к Пресидио Сан-Антонио-де-Бехар.

### Канарское влияние на Антильских островах
Исленьо Луизианы были культурно связаны с Кубой, Пуэрто-Рико и Доминиканской Республикой более 200 лет. Эти карибские страны находятся под сильным влиянием первых волн канарских поселенцев, мигрировавших с Канарских островов.

Королевский указ 1853 года разрешил эмиграцию на все американские территории, будь то испанские колонии или независимые государства. Это увеличило канарскую эмиграцию в другие районы Испанской Америки, особенно в Аргентину и Уругвай, а также увеличило количество иммигрантов в Венесуэле, но большинство из них продолжало селиться на Кубе. Точных данных об иммиграции в XIX веке нет, но приблизительное представление можно реконструировать на основе немногочисленных доступных данных, например, за 20-летний период с 1818 по 1838 год более 18 000 исленьо эмигрировали в Америку, большая часть на Кубу и пропорционально меньше в Венесуэлу и Пуэрто-Рико.

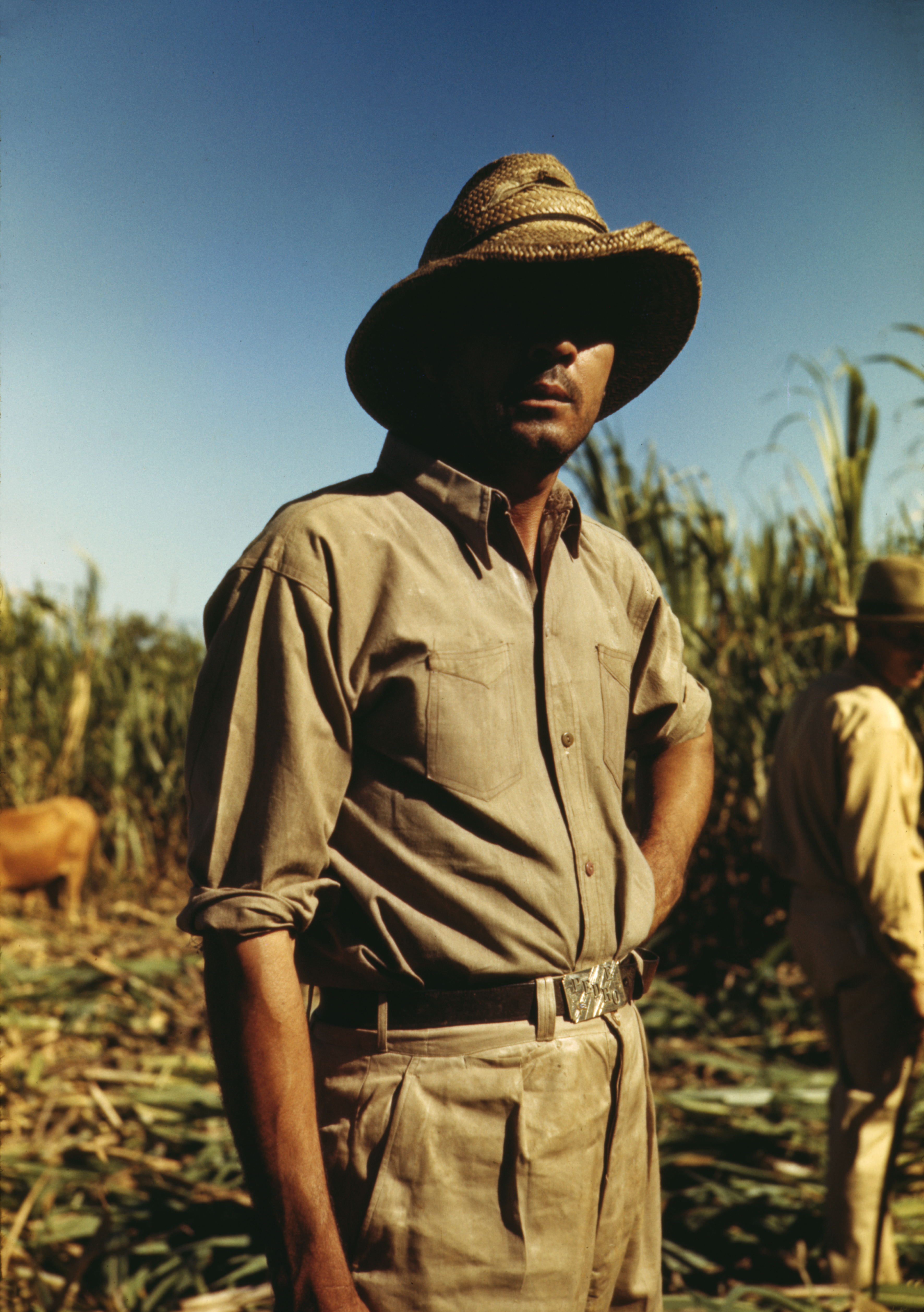
Большинство пуэрто-риканских хибаро являются потомками жителей Канарских островов.

#### Пуэрто-Рико
В конце XVII века Хуан Фернандес Франко де Медина привёл двадцать семей в Пуэрто-Рико в обмен на управление острова. Фамилии этих семей были Марреро, Мартинес, Мора, Моралес, Гарсия, Ортис, Ромеро, Акоста, Вера и другие. Первое канарское поселение в Пуэрто-Рико было в Рио-Пьедрас. Между 1720 и 1730 годами на остров переехало около 882 человек, что полностью изменило демографию Пуэрто-Рико. В течение этого века, между 1714 и 1797 годами, было основано 28 новых городов: 19 из них были построены канарскими семьями. Помимо расселения в Рио-Пьедрас, канарцы были распространены в близлежащих муниципалитетах, таких как Умакао, Лоиса, Баямон, Тоа, побережье от Агуада до Кабо-Рохо, Маягуэс, Аньяско и Ринкон. Растущее канарское сообщество привело к основанию Тоа Баха в 1745 году и Тоа Альта в 1751 году. Канарский архипелаг в этот период переживал сложную экономическую ситуацию, для которой эмиграция в Пуэрто-Рико и различные части Америки рассматривалась как благоприятный факт. Большинство эмигрантов были земледельцами, ремесленниками и разнорабочими. В Пуэрто-Рико был спрос на рабочую силу для сельского хозяйства, строительства и ремесел, поэтому канарские эмигранты стали населением и профессиональной силой, в которой нуждался остров.
Коммерческое и культурное путешествие испанцев через Атлантику принесло с собой множество архитектурных элементов, в том числе деревянный балкон. Вот так в первых постройках испанцев в Америке деревянные балконы, с прямыми ножками и точеными балясинами, подоконником и черепицей. Мастерами этих балконов были андалузцы и канарцы. Так рождается культурный перенос в архитектуру Пуэрто-Рико.
Из-за отсутствия документации о происхождении деревянных балконов в Пуэрто-Рико неясно, кто ввел этот элемент, который сейчас считается одним из самых представительных символов его столицы Сан-Хуана. С 2003 по 2007 год проводились исследования по сравнению балконов Старого Сан-Хуана с другими деревянными балконами, найденными в других муниципалитетах острова, с целью найти сходство между балконами Гаваны и балконами канарского происхождения.
Наиболее очевидное канарское наследие Пуэрто-Рико сегодня можно увидеть в основном в лексиконе. Такие слова, как «cachete» (щека), «ensoparse, enchumbarse» (намочить), «cuarto» (спальня), «fósforo» (спичка), «cocotazo» (удар по голове), «trapiche» и «guarapo» (имеется в виду сахарная промышленность), среди прочего, используются в разговорной речи в Пуэрто-Рико.

#### Доминиканская республика
Потомки канарцев составляют важную общину Доминиканской Республики. Большинство канарцев, эмигрировавших в Доминиканскую Республику, поселились в стране в конце XVII и XVIII веков. Однако миграция началась еще в 1502 году, когда Николас де Овандо покидает Канарские острова с несколькими людьми, направляясь на остров Санто-Доминго. В XVI веке, по данным историков Пуэрто-Рико, часть гуанчей была вывезена в качестве рабов с острова Тенерифе в Пуэрто-Рико и Доминиканскую Республику. На самом деле, согласно историческим данным, белых рабов завозили на остров Санто-Доминго до 1534 года. Единственными белыми рабами, имевшимися у Короны на тот момент, были гуанчи. Был также небольшой поток переселенцев с Канарских островов, прибывших в Доминиканскую Республику во второй половине XVI века, но их место в 1580 -х годах сменила Куба с новыми канарскими поселенцами. Однако Доминиканская Республика в середине XVII века все еще имела очень небольшое население и страдала от экономических трудностей. По этой причине считалось, что французы, оккупировавшие западную часть острова Санто-Доминго (ныне Гаити), могут захватить и восточную часть острова. Поэтому власти Санто-Доминго обратились к испанской короне с просьбой отправить канарские семьи как единственный способ остановить французскую экспансию. Таким образом, к 1663 году и Королевским указом от 6 мая на испанский остров было отправлено 800 канарских семей. Кроме того, с 1684 года, после того как Кровная Дань стала официальной, более 220 канарских семей эмигрировали в Доминиканскую Республику. Из них первые 97 канарских семей, приехавшие в Сан-Карлос-де-Тенерифе в 1684 году посвятили себя сельскому хозяйству и животноводству и создали муниципальную корпорацию и церковь в честь своей святой покровительницы: Богоматери Канделарии. Канарцы, эмигрировавшие в Сантьяго-де-лос-Кабальерос в первые десятилетия XVIII века, также создали островную милицию. В Банике и Инче, основанных канарцами между 1691 и 1702 годами соответственно, они создали животноводческий регион, который вырос благодаря торговле с Гаити. Другая канарская группа обосновалась на границе с Гаити, чтобы предотвратить территориальную экспансию страны, основав Сан-Рафаэль-де-ла-Ангостура, Сан-Мигель-де-ла-Аталая, Лас-Каобас и Дахабон, а также портовые районы, представляющие стратегический интерес, такие как порты провинции Монте-Кристи в 1751 году, Пуэрто-Плата (1736 год), Самана (1756 год) и Сабана-де-ла-Мар (1760 год). Исленьо, по крайней мере какое-то время, самая быстрорастущая группа в Доминиканской Республике. Были также группы канарцев, которые поселились в Констансе и Эль-Сибао уже в XIX веке и в пятидесятые годы XX века.

### Мексика
В XVI веке Франсиско де Монтехо, как и другие завоеватели испанских колоний в Америке, нанял канарцев для экспедиций на полуостров Юкатан. После участия Канарских островов в завоевании Мексики многие канарские семьи эмигрировали в Мексику между второй половиной XVI и XVII веками (как и в случае семьи Асуахе, в свою очередь происходящей из «коммуны» Дзоальи или Зуальи, в Лигурии. Такова фамилия отца Хуаны Инес де ла Крус, которого ошибочно считали баском).
Несколько городов в штате Нуэво-Леон были основаны переселенцами с Канарских островов. Наиболее известное поселение основано в 1604 году под руководством канарского поселенца Бернабе де лас Касас в регионе Валье-де-лас-Салинас бывшего Нуэво-Рейно-де-Леон. Это событие стало решающим для последующего расширения канарских поселений в Техасе.
В XVIII веке, когда испанская корона поощряла канарскую эмиграцию в Америку кровной данью, многие исленьо поселились в мексиканской части полуострова Юкатан, в таких местах, как Мерида, Кампече и Кинтана-Роо (где поселились 149 канарцев между 1733 и 1735 гг.), контролировавшие на протяжении большей части XVIII века внешнюю торговлю, которая обслуживала полуостров, и являлись важной частью обосновавшихся там испанских семей.
Позже, в XX веке, в Мексике поселилась еще одна группа канарцев. Их приезд произошел в начале тридцатых годов. Гражданская война в Испании и победа диктатора Франсиско Франко в 1939 году приведут к изгнанию некоторых выдающихся канарских интеллектуалов, таких как Агустин Мильярес Карло и Хорхе Эрнандес Мильярес, которые выберут Мексику.

### Панама
В 2013 году Бартоломе Гарсия Мухика, основатель Номбре-де-Дьёс в Панаме, привез туда несколько человек с Канарских островов.  Таким образом, мы знаем о некоторых канарских семьях, которые эмигрировали в Панаму в этот период.

### Колумбия
В 1536 году Педро Фернандес де Луго сформировал экспедицию из 1500 человек, половина из которых были канарцами, для завоевания Санта-Марты на территории современной Колумбии. Кроме того, Педро де Эредиа привел 100 человек с Канарских островов в Картахену-де-Индиас. Зарегистрированы также некоторые канарцы и несколько канарских семей, по крайней мере, с Лансароте, обосновавшихся в Картахене-де-Индиас и Касересе (Антиокия) еще во второй половине XVI века и с одобрения кровной дани в 1678 году эмигрировавших в Санта-Марту.

### Венесуэла
В колониальную эпоху и до конца Второй мировой войны большинство иммигрантов из Старого Света, прибывших в Венесуэлу, были канарцами, и их культурное влияние было значительным, влияя как на развитие кастильского языка в стране, так и на гастрономию и обычаи. На самом деле считается, что Венесуэла — страна в мире с самым большим канарским населением, и как на островах, так и в американской стране принято говорить, что «Венесуэла — восьмой остров Канарских островов».

### Аргентина
Канарская эмиграция в Аргентину до XIX века была очень низкой, за исключением участников первого основания Буэнос-Айреса Педро де Мендосой в 1535 г. с тремя ротами солдат с Тенерифе. В 1830 году в Буэнос-Айрес прибыло несколько кораблей с канарскими иммигрантами. Одна группа иммигрантов обосновалась во внутренних районах, а другая — в столице (в любом случае потомки некоторых канарских семей, обосновавшихся в Буэнос-Айресе, постепенно растворились по всей Аргентине). Хотя количество канарцев, эмигрировавших в Аргентину в XIX веке, несопоставимо с теми, кто эмигрировал на Кубу, в Пуэрто-Рико, Венесуэлу или Уругвай, в некоторые годы количество канарцев было значительным. Таким образом, между 1878 и 1888 годами с этой целью эмигрировало 3033 канарца.
В XX веке эмиграция среди исленьо была относительно частой, не достигая объема направления Кубы и Венесуэлы, и он стал лишь пятым испанским регионом по количеству иммигрантов в этой стране. Несмотря на это, в 30-х годах того века правительство Канарских островов оценило количество канарцев и их потомков в этой стране примерно в 80 000. В 1984 году в Буэнос-Айресе проживало 1038 канарцев. Для сохранения их самобытности и взаимопомощи было создано несколько организаций.

### Уругвай
Монтевидео появился в маленьком городке индейцев и канарских иммигрантов, базировавшемся вокруг форта, построенного в 1724 году по приказу Бруно Маурисио де Сабала, испанского губернатора Буэнос-Айреса, чтобы удержать португальские войска Мануэля де Фрейтаса да Фонсека от Рио-де-ла-Платы.
20 декабря 1724 года был составлен реестр жителей и, наконец, 24 декабря был составлен план разграничения, и город был обозначен как Сан-Фелипе и Сантьяго-де-Монтевидео, название, которое позже будет сокращено до Монтевидео. Согласно официальному реестру, первоначально он состоял из 50 семей канарского происхождения. Более 1000 индейцев тапе (гуарани), к которым позже присоединились африканцы банту из королевств Бенгела, Нгола и Конго в качестве рабов. В 1726 году он получил статус города. Вторая волна исленьо, прибыла 27 марта 1729 года, тридцать канарских семей.
В 1808 году канарский купец Франсиско Агилар-и-Леаль отправил экспедицию из 200 канарцев с восточных островов в Монтевидео, вернув канарскую эмиграцию в Уругвай. Исленьо также поселились в других районах Уругвая, таких как Колония, Сан-Хосе и Сория. Эта волна больше, чем в первой половине XVIII века, между 1835 и 1845 годами в Уругвай эмигрировало около 8200 канарцев, что составляло 17% всех иммигрантов и 65% испанцев, и она не закончилась до 1900 года. Таким образом, в течение XIX века более 10 000 канарцев поселились в Уругвае, большинство из них с восточных островов, оставив более половины острова Лансароте необитаемым.

### Чили
Канарцы — довольно небольшое сообщество в Чили. Таким образом, в отличие от других американских стран, количество канарцев, поселившихся в этой южноамериканской стране на протяжении всей истории, было очень низким и в основном представлено небольшой группой семей, эмигрировавших на юг Чили в 1903 г., повинуясь призыву испанского правительства, которые приняли просьбы чилийского правительства о заселении юга страны. Всего было 55 канарских семей, которые вместе с другими семьями с полуострова составили 88 семей, поселившихся у озера Буди и подписали контракты с частной компанией в регионе. Плохие рабочие и экономические условия, в которых оказались поселенцы, заставили многих из них попытаться бежать с этого места, но они были арестованы, а местные коренные жители, мапуче, сочувствовавшие их положению, вступили с ними в союз. Американские индейцы приняли их и участвовали с ними в «восстании канарцев», и многие канарцы вступили в брак с населением мапуче. Хотя уровень рождаемости в этой небольшой испанской общине из 400 человек дал начало примерно 1000 потомков сейчас. Среди канарских иммигрантов можно выделить францисканца Андреса Гарсию Акосту.

## Культура

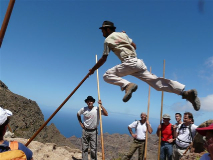
Сальто дель пастор

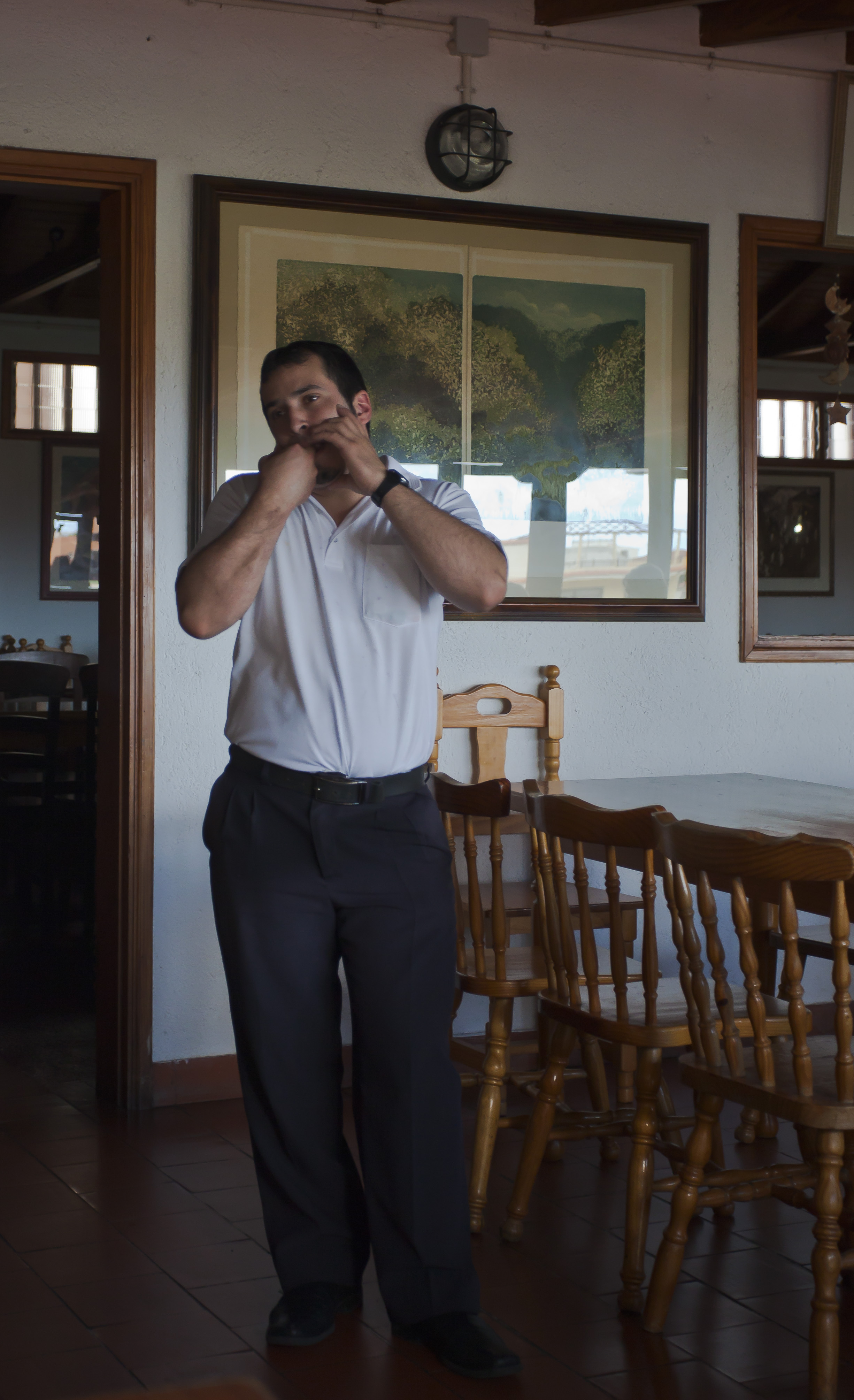
Демонстрация сильбо гомеро в ресторане на острове Гомера.

Современная канарская культура является испанской с некоторым влиянием гуанчей. Некоторые из традиционных канарских видов спорта, такие как lucha canaria («канарская борьба»), juego del palo («игра с палками») или salto del pastor («пастуший прыжок») уходят своими корнями в культуру гуанчей. Кроме того, другие традиции включают канарскую керамику, слова гуанчского происхождения в канарской речи и употребление в пищу гуарапо гомеро и гофио в сельской местности. Жители Гомеры также сохранили древний способ общения через глубокие ущелья с помощью свистящей речи под названием сильбо гомеро, которую можно услышать на расстоянии до 3 км (2 миль). Этот местный свистящий язык был изобретен гуанчами, а затем был принят испанскими поселенцами в XVI веке после того, как гуанчи культурно ассимилировались с населением. На этом языке также раньше говорили на Эль-Йерро, Тенерифе и Гран-Канарии.
Праздники, отмечаемые на Канарских островах, носят международный, национальный, региональный или островной характер. Официальный день автономного сообщества — День Канарских островов — 30 мая. В этот день отмечается годовщина первой сессии парламента Канарских островов, прошедшей в городе Санта-Крус-де-Тенерифе, состоявшейся 30 мая 1983 года. Самым известным праздником Канарских островов является карнавал. Карнавал отмечается на всех островах и во всех их муниципалитетах, возможно, два самых оживленных из них — в двух канарских столицах: Карнавал в Санта-Крус-де-Тенерифе (Туристический фестиваль международного значения) и Карнавал в Лас-Пальмас-де-Гран-Канария. Его отмечают на улицах в период с февраля по март. Но на остальных островах архипелага есть свои карнавалы со своими традициями, среди которых выделяются: Фестиваль Карнерос Эль Йерро, Фестиваль Диаблетов Тегисе на Лансароте, Лос Индианос де Ла Пальма, Карнавал Сан-Себастьян-де-Ла Гомера и Карнавал Пуэрто-дель-Росарио на Фуэртевентуре.
Сильное влияние Латинской Америки на канарскую культуру связано с постоянной эмиграцией и возвращением на протяжении столетий канарцев на этот континент, главным образом в Пуэрто-Рико, на Кубу, в Доминиканскую Республику и Венесуэлу. В меньшей степени они также отправились в США — в Луизиану (в основном в южную часть) и Техас (в основном в Сан-Антонио и его окрестности), а также в некоторые районы восточной Мексики, включая Нуэво-Леон и Веракрус.

## Знаменитые канарцы

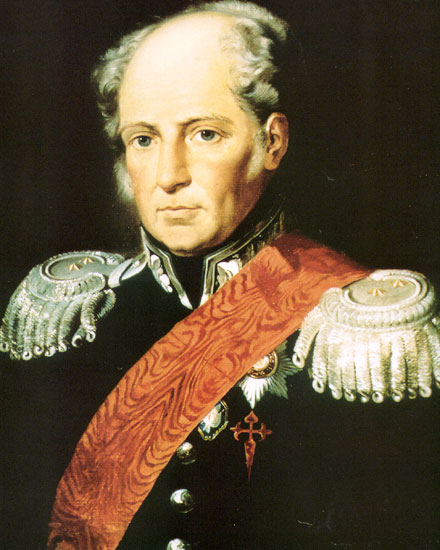
Инженер и генерал Агустин де Бетанкур

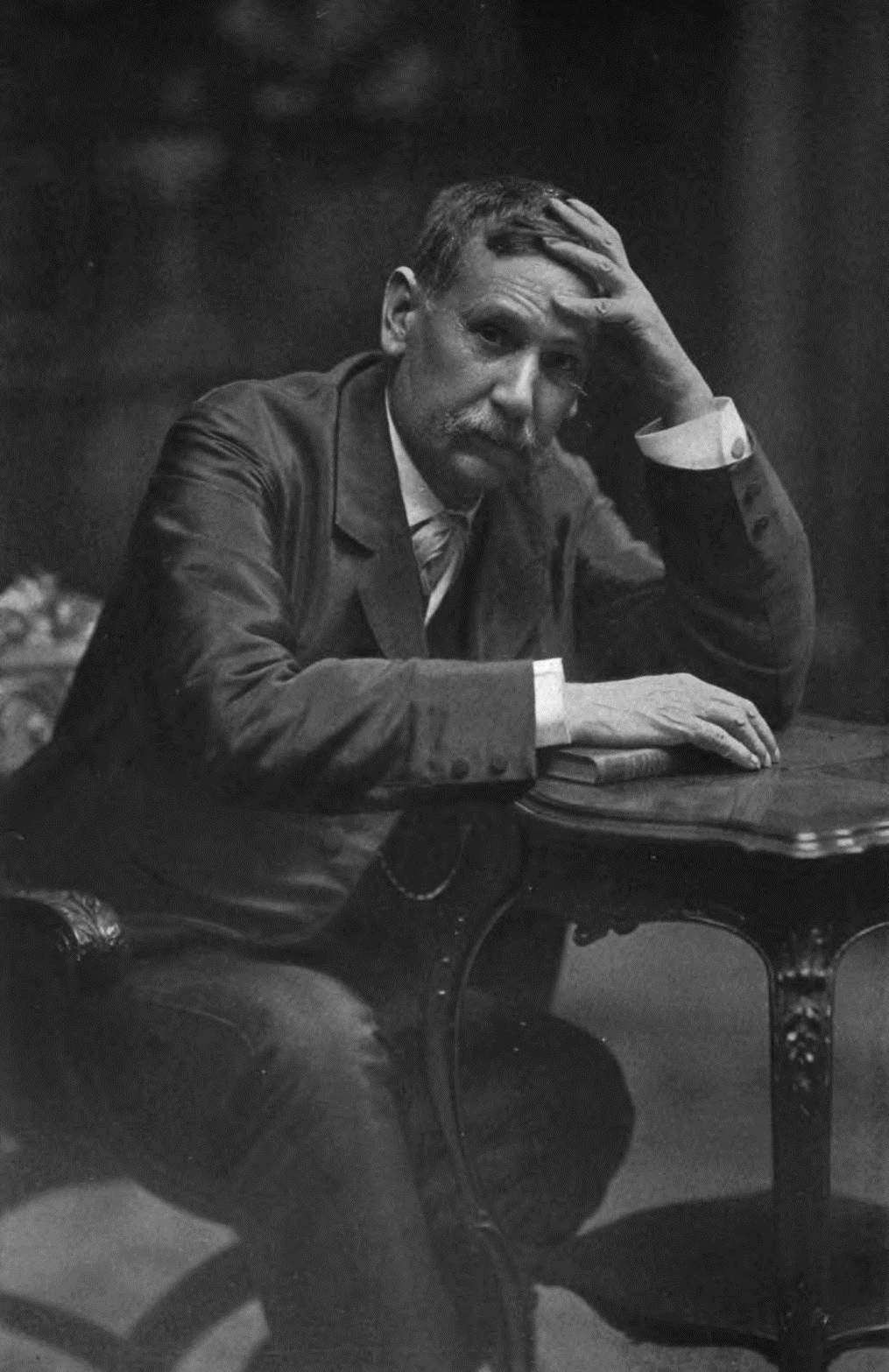
Писатель-реалист Бенито Перес Гальдос

- Венсеслао Бенитес Инглотт, морской офицер, ученый и инженер.[37]
- Хавьер Бардем, актер.[38]
- Жозе ди Аншиета, священник-иезуит, святой и миссионер в Бразилии.[39]
- Росана Арбело, певица[40]
- Мария Хесус де Леон-и-Дельгадо, доминиканка-мирянка и мистик.[41]
- Амаро Парго, один из самых известных корсаров золотого века пиратства.[42][43]
- Рафаэль Аросарена, писатель.[44]
- Каролина Банг, актриса.[45]
- Бенкомо, доиспанский король.[46]
- Бенехаро, доиспанский король.[46]
- Агустин де Бетанкур-и-Молина, инженер, русский генерал.[47]
- Педро Сан-Хосе Бетанкур, святой и миссионер в Гватемале.[48]
- Маноло Бланик, модельер.[49][50]
- Хосе Комас Кесада, художник.
- Оскар Домингес, художник.[51]
- Ана Герра, певица.[52]
- Агоней, певец.[53]
- Дорамас, доиспанский воин.[54]
- Хосе Доресте, моряк, яхтсмен и олимпийский чемпион.[55][56]
- Луис Доресте, моряк, яхтсмен, чемпион мира и олимпийский чемпион.[57]
- Руслан Эла, футболист.[58]
- Николас Эстеванес Мерфи, политик.[59]
- Хуан Карлос Фреснадильо, режиссер.[60]
- Педро Гарсия Кабрера, поэт.[61]
- Фернандо Гуанартеме, доиспанский король.
- Педро Герра, композитор и певец.[62]
- Анхель Гимера, писатель.[63]
- Эметерио Гутьеррес Альбело, поэт.[64]
- Нанси Фабиола Эррера, оперная певица меццо-сопрано.[65]
- K-Narias, реггетон-поп-дуэт.[66][67]
- Альфредо Краус, оперный певец.[68]
- Фернандо Леон-и-Кастильо, политик.[69]
- Хуан Леон-и-Кастильо, инженер.[69]
- Хуан Фернандо Лопес Агилар, политик и юрист, бывший министр юстиции.
- Доминго Лопес Торрес, художник, писатель, поэт и революционер-марксист.[70]
- Манинидра, доиспанский воин
- Сесар Манрике, художник[71]
- Кристо Марреро Энрикес, футболист
- Маноло Мильярес, художник[72]
- Франсиско де Миранда, венесуэльский генерал, политик и предшественник независимости Южной Америки[73]
- Мануэль Мора Моралес, писатель и режиссер[74]
- Хуан Негрин, политик[75]
- Леопольдо О'Доннелль, генерал и государственный деятель[76]
- Франсес Ондивела, актриса теленовелл, бывшая Мисс Испания и модель.[77]
- Мария Оран, сопрано[78]
- Бенито Перес Гальдос, писатель[79]
- Доминго Перес Миник, писатель
- Нарсисо Родригес, американский модельер, родившийся в кубинской семье канарского происхождения[80]
- Серхио Родригес, баскетболист НБА
- Педро, футболист[81]
- Айтами Руано, дзюдоист[82]
- Херонимо Сааведра, политик, мэр Лас-Пальмаса и дважды президент Канарских островов.
- Виктория Санчес, актриса американских и канадских фильмов и сериалов.[83]
- Давид Сильва, футболист[84]
- Карла Суарес Наварро, теннисистка
- Танаусу, доиспанский король Асеро[50]
- Тингуаро, доиспанский воин-генерал
- Гойя Толедо, актриса и модель[85][86]
- Хуан Карлос Валерон, футболист[87]
- Альберто Васкес-Фигероа, писатель[88]
- Хосе Велес, певец[89]
- Хуан Верде Суарес, политик[90]
- Хосе Вьера-и-Клавихо, историк[91]
- Эдуардо Вестердаль, художник, искусствовед и писатель, член сюрреалистического движения[92]